# XIXe dynastie égyptienne
1296/92 AEC, – 1188 AEC
Entités précédentes :
- XVIIIe dynastie

Entités suivantes :
- XXe dynastie

La XIXe dynastie pharaonique, aux XIIIe et XIIe siècles avant notre ère, dans la seconde moitié du Nouvel Empire, est une dynastie dont la plus grande partie de l'histoire est brillante, marquée par le règne de Ramsès II, mais dont les deux dernières décennies sont marquées par la guerre civile, ce qui mènera à sa chute et à l'avènement d'une nouvelle dynastie.

## Histoire

### Début de la dynastie

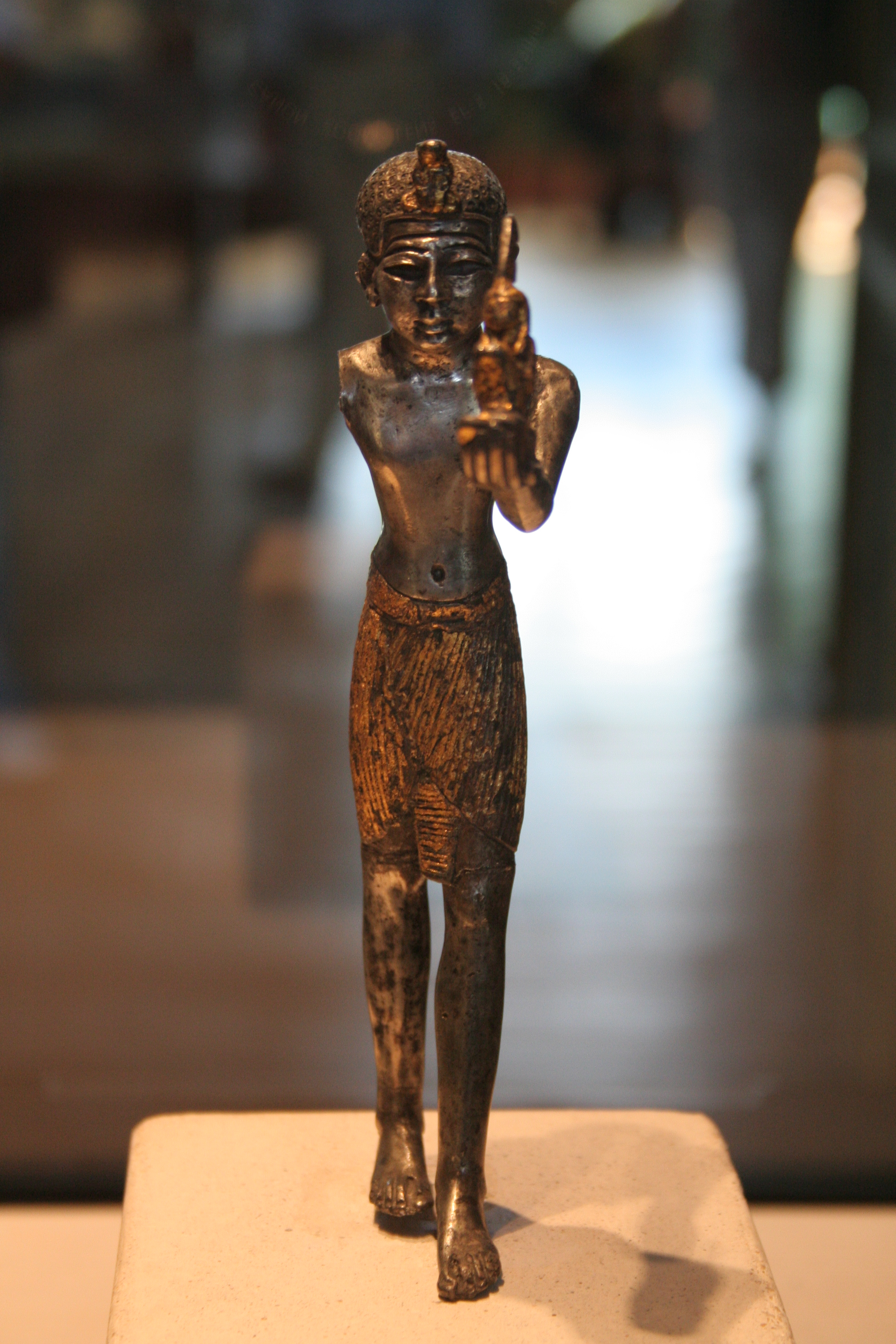
Un roi, sans doute Séthi Ier, offre Maât, la déesse de la vérité (argent partiellement plaqué d'or).

La XIXe dynastie est fondée par Ramsès Ier, vizir d'Horemheb, dernier pharaon de la XVIIIe dynastie. Ce dernier vient d'une famille de militaires de la région d'Avaris, tout comme son épouse.
Leur fils Séthi Ier succède à Ramsès Ier, après moins de deux ans de règne. Séthi Ier suit une politique volontariste, déjà entamée sous le règne de son père, de reprise en main du Proche-Orient, en menant une campagne jusqu'à Qadesh dès l'an 1 de son règne pour faire face aux Hittites, ennemis jurés des Égyptiens depuis plusieurs décennies déjà. Il mène également une politique forte de marquage du contrôle du territoire égyptien et des territoires soumis et exploités, notamment par l'aménagement de forts et de temples dans les zones aux abords de la vallée du Nil (Speos Artemidos, Ouadi Kanaïs vers les mines d'électrum et d'or du Ouadi Barramiya, fort de Kouban permettant d'accéder aux mines d'or de l'Oued Allaqi, Djébel Abou Hassa sur le chemin menant au Sarabit al-Khadim), mais aussi par la restauration des temples de la XVIIIe dynastie en Nubie (Gebel Barkal, Amada-Ouest, Doukki Gel et Sésébi au sud de Soleb) et des forteresses, dont Bouhen. Il marque aussi la frontière occidentale du Delta après qu'un affrontement a eu lieu en l'an 1, pendant que le roi était occupée au Proche-Orient : il est probablement à l'origine d'une série de forteresses, et ce, jusqu'à Zaouiet Oumm el-Rakham (en) à plus de 300 kilomètres à l'ouest du Delta du Nil.
Enfin, Séthi Ier agit en Égypte même, en étant l'instigateur d'un véritable programme architectural dans les principaux centres du pays. Les quatre grands dieux du pays, Rê d'Héliopolis, Ptah de Memphis, alors capitale du pays, Osiris d'Abydos et Amon de Thèbes, voient leurs cités respectives s'embellir pendant son règne. L'état actuel des sites d'Héiopolis et de Memphis ne permet pas d'appréhender l'ampleur des réalisations du règne dans ces deux villes, mais ceux d'Abydos et de Thèbes sont assez bien préservés pour montrer l'ambition du programme architectural du roi. Ainsi, en plus d'un petit sanctuaire en l'honneur de son père Ramsès Ier, Séthi fait construire un temple grandiose à Abydos, qui achevé par son fils Ramsès II, ainsi que l'Osiréion qui lui est associé, véritable cénotaphe de Séthi par lequel le roi souhaite attirer la bienveillance d'Osiris. Quant à Thèbes, la grande réalisation du roi sur la rive Est est la grande salle hypostyle du temple d'Amon-Rê, elle aussi achevée par son fils Ramsès II. Sur la rive ouest, le roi est le commanditaire de deux monuments : le premier est son temple des millions d'années à Gournah et sa magnifique tombe répertoriée KV17 dans la vallée des Rois. Comme en Nubie, le roi procède la restauration de monuments thoutmosides, dont les temples des millions d'années de Thèbes-Ouest, mais aussi Tôd, Louxor, Karnak, El Kab, etc. Enfin, même si sa capitale reste Memphis, Séthi inaugure à moins de deux kilomètres au Nord d'Avaris (la cité d'où sa famille est originaire et que la dynastie précédente avait déjà transformée en poste avancé des armées des thoutmosides) un palais dans ce qui sera appelé plus tard Pi-Ramsès. Il marque ainsi clairement l'orientation nordiste de la dynastie, c'est-à-dire au plus proche du Proche-Orient et du grand ennemi de l'Égypte : le Hatti. Le roi meurt après semble-t-il une dizaine d'années de règne et laisse la place à son fils, le grand Ramsès II.

### Règne deRamsèsII
Ramsès II règne près de 66 ans et deux mois, faisant de son règne le plus long de l'histoire de l'Égypte antique. Son règne occupe à lui seul 60% de la durée de la XIXe dynastie. Ce long règne lui permet par ailleurs d'engendrer une nombreuse descendance, la plus grande de tous les rois égyptiens, que le roi n'hésite pas à afficher en procession sur ses temples.

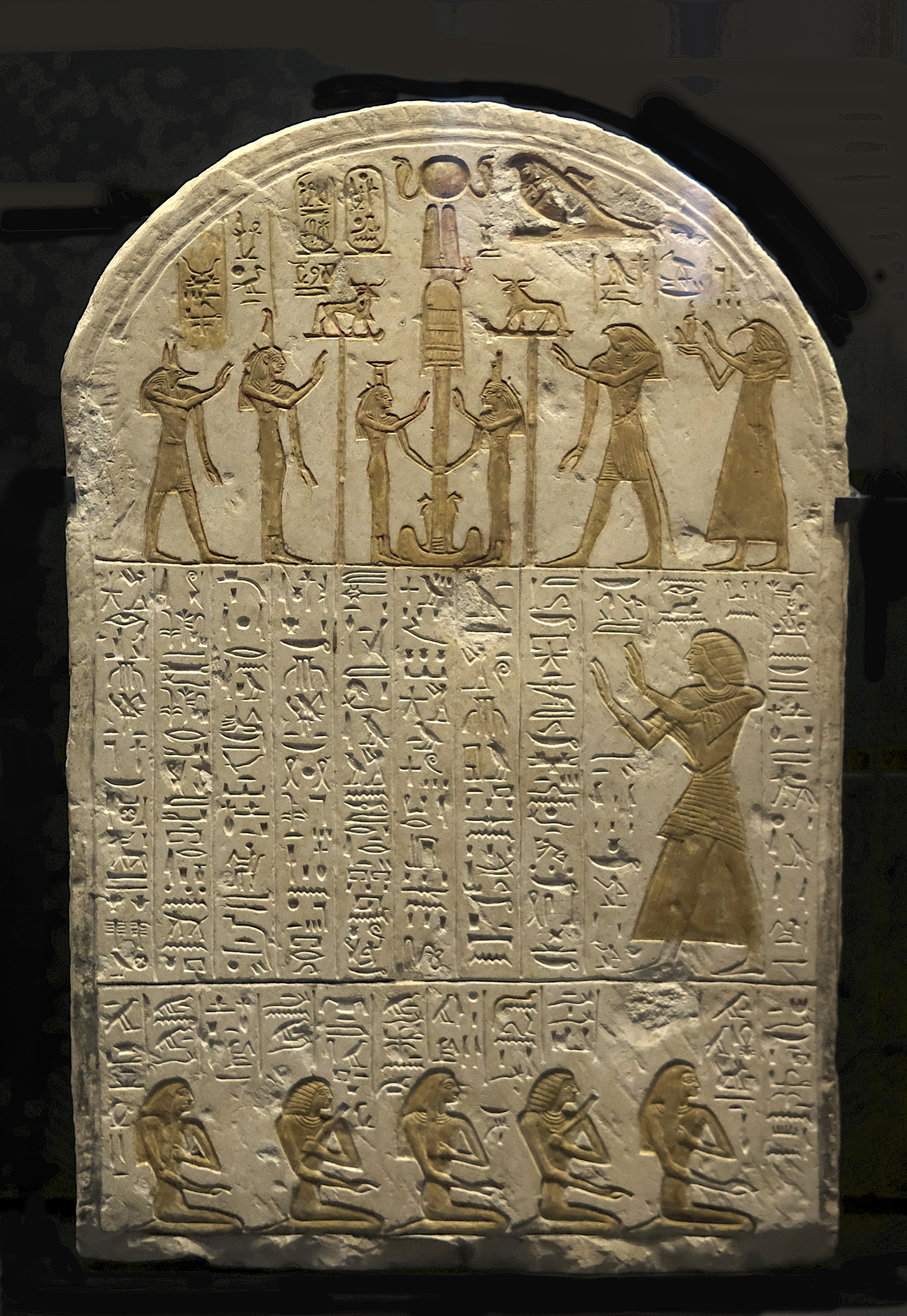
Stèle de Néferhétep, échanson de Ramsès II (musée du Louvre, C148).

L'un des éléments les plus importants de son règne est l'évolution des rapports entre les Hittites et l'Égypte. Après une première campagne au Proche-Orient mal connue en l'an 4, il lance une deuxième campagne l'année suivante : celle-ci mène à la fameuse bataille de Qadesh, une sorte de match nul que Ramsès II déguise en triomphe sur de nombreux monuments. S'ensuivent plusieurs campagnes, dont l'une mène à la prise de Dapour, jusqu'à l'an 21 du règne où, du fait d'une mauvaise fragilité à la fois intérieure et extérieure, le roi du Hatti Hattusili III fait part de son souhait de faire la paix avec l'Égypte, menant ainsi à la signature du premier traité de paix connu de l'histoire. Ce traité est plus tard confirmé par le mariage entre Ramsès II et l'une des filles d'Hattusili III, une princesse dont le nom hittite est inconnu mais qui sera nommée Maâthornéferourê en Égypte. S'en suivra un second mariage avec une autre princesse hittite quelques années plus tard.
L'autre grande facette du règne est son immense œuvre architecturale, que ce soit en Égypte ou en Nubie. Tout comme son père, Ramsès II est très actif dans les cités des quatre grands dieux de l'Égypte. Tout comme pour son père, l'état des sites de Memphis et d'Héliopolis est trop dégradé pour mesurer l'ampleur des réalisations du roi sur ces sites, même si on peut noter le pylône Ouest de l'enceinte de Ptah et de nombreuses statues, pour certaines fameuses, pour Memphis. Ramsès II a, tout comme son père, fait construire un temple à Abydos, dont il ne reste pas grand chose, puis, après son achèvement, fait finir celui de son père. À Thèbes-Est, il finit la grande salle hypostyle de son père dans le temple d'Amon-Rê et fait incrire de nombreuses reliefs sur les murs laissés vierges par ses prédécesseurs, dont le mur Ouest entre le VIIIe et le Xe pylône ainsi que le mur extérieur du sanctuaire thoutmoside. Il fait également construire le pylône et l'avant-cour du temple de Louxor. À Thèbes-Ouest, sa grande œuvre est son temple des millions d'années nommé aujourd'hui le Ramesséum. Il fait également creuser une magnifique tombe numérotée KV7 dans la vallée des Rois, ainsi que la plus grande tombe, numérotée KV5, de la vallée pour l'enterrement de ses fils, mais l'état de délabrement de ces deux tombes ne permet plus aujourd'hui d'en saisir toute la beauté originelle. Il fait également creuser plusieurs tombes dans la vallée des Reines pour ses épouses, dont la tombe fameuse numérotée QV66 pour sa grande épouse royale Néfertari. Faire de la résidence de son père une nouvelle capitale pour l'Égypte, nommée Pi-Ramsès, est une autre grande œuvre de son règne, et même plus précisément du début du règne car Pi-Ramsès devient la capitale du pays entre l'an 3 et l'an 5. Toutefois, l'état du site permet difficilement d'appréhender sa grandeur passée du fait que cette ville a presque été complètement démantelée au début de la XXIe dynastie pour construire le site de Tanis. On peut tout du moins confirmer qu'il y érige des obélisques, des statues colossales et fonde un vaste palais et des temples. Si le roi est très actif dans l'ensemble de l'Égypte, nombres de ces attestations sont des usurpations de constructions de ses prédécesseurs, tant et si bien que l'on a parfois l'impression qu'il s'est arrogé le droit de s'approprier de ses prédécesseurs, alors que bien souvent il s'agit de restaurations de monuments qui avaient souffert lors de la crise amarnienne qui marque la fin de la XVIIIe dynastie.
La Nubie est aussi l'objet de toutes les attentions du roi. Il y construit pas moins de huit temples : le temple d'Amon à Beit el-Ouali, le temple d'Aksha, le temple d'Amara-Ouest (en), les deux temples d'Abou Simbel : l'un est consacré à sa reine favorite, Néfertari, l'autre, le plus grand, aux dieux protecteurs de l'Empire, Amon, Ptah et Rê, mais aussi à Ramsès II lui-même, qui s'y fait représenter sous forme d'un dieu à tête de faucon, le Temple de Derr (en), le temple d'Amon de l'Ouadi es-Seboua et le temple de Ptah de Gerf Hussein. Ces temples, en plus d'honorer les dieux et de montrer la puissance et la richesse de l'Égypte, ont pour but la divinisation du roi.
Pendant son règne, les richesses affluent et l'art est porté à un raffinement hérité de la période amarnienne. D'un point de vue religieux, Ramsès II réussit à rééquilibrer les forces entre les différents clergés, favorisant celui de Memphis et d'Héliopolis tout en continuant à enrichir celui de Thèbes. Afin de mieux contrôler les richesses qui en dépendent, il reprend à son compte la politique d'Amenhotep III, en plaçant ses fils à la tête des grands temples du pays. Son quatrième fils Khâemouaset devient grand prêtre de Ptah à Memphis et son seizième fils Méryatoum devient grand prêtre de Rê à Héliopolis.
Ramsès II s'éteint à près de 90 ans, après avoir survécu à un grand nombre de ses enfants, dont ses trois premiers héritiers en titre. Son fils aîné Amonherkhépeshef est décédé pendant la troisième décennie ou au tout début de la quatrième décennie du règne, son deuxième fils Ramessou est décédé vers l'an 52 et son quatrième fils Khâemouaset est décédé vers l'an 55. C'est son treizième fils, Mérenptah, héritier du trône depuis le décès de Khâemouaset, qui lui succède.

### Fin de la dynastie
Le treizième fils de Ramsès II, Mérenptah, succède à Ramsès pour seulement une dizaine d'années. Il devait être en effet assez âgé et son propre fils, Séthi II, aurait pu être en âge de gouverner lui-même à ce moment-là, ce qu'il fera effectivement dix ans plus tard. Le règne de Mérenptah est marqué par les guerres : en effet, dès l'an 2, Mérenptah doit faire face à une révolte en Canaan, matée rapidement (cette campagne est décrite, entre autres, sur la fameuse stèle dite d'Israël) ; puis, en l'an 5, il arrête la marche des envahisseurs Libyens, alliés à des peuples de la mer (qui referont parler d'eux au cours du règne de Ramsès III et seront d'ailleurs l'une des raisons de la disparition du Hatti), à la frontière occidentale du delta, avant de mater une nouvelle révolte, cette fois en Nubie.
Après la mort de Mérenptah après dix ans de règne, c'est son fils Séthi II qui lui succède. Toutefois, dès la deuxième année de règne, Amenmes, qui semble être le fils d'une autre épouse de Mérenptah, Takhat Ire, se proclame roi depuis la Nubie et conquiert un territoire jusqu'à Abydos-Thinis comme frontière nord. En l'an 5 du règne de Séthi II, celui-ci reprend le contrôle de l'ensemble du territoire. Toutefois, il ne pérennise pas cette réunification car il meurt l'année suivante sans héritier. Siptah, un jeune prince à la généalogie confuse mais qui semble être un fils d'Amenmes, est placé sur le trône par un chancelier nommé Bay d'origine syrienne. Ce jeune roi est complètement dominé par Bay et par Taousert, la veuve de Séthi II. À la mort de Siptah, lui aussi sans héritier, c'est la reine Taousert qui lui succède pour deux ans, avant d'être éliminée par Sethnakht, peut-être un descendant de Ramsès II par l'un de ses nombreux enfants. Sethnakht fonde alors une nouvelle dynastie, la XXe (peut-être descendante de Ramsès II par une autre lignée que Mérenptah), marquant à la fois la fin de la lignée de Mérenptah, quelques quartorze ans après la mort de ce dernier, et le début de la dernière période de stabilité du Nouvel Empire.

## Pharaons de laXIXedynastie
|                      |                        |                      |                                                                        |                                          |  |  |  |  |  |  |  |  |  |  |  |  |  |  |  |
| Ramsès Ier           | 1296/92 à 1294/90 AEC, | Thèbes               | Vallée des Rois, pillée : tombeau KV16                                 | Intacte, aujourd'hui au musée de Louxor  |  |  |  |  |  |  |  |  |  |  |  |  |  |  |  |
| Séthi Ier            | 1294/90 à 1279 AEC,    | Thèbes               | Vallée des Rois, pillée : tombeau KV17 puis Deir el-Bahari, DB320      | Intacte, aujourd'hui au musée du Caire   |  |  |  |  |  |  |  |  |  |  |  |  |  |  |  |
| Ramsès II            | 1279 à 1213 AEC,       | Pi-Ramsès            | Vallée des Rois, pillée : tombeau KV7 puis Deir el-Bahari, DB320       | Intacte, aujourd'hui au musée du Caire   |  |  |  |  |  |  |  |  |  |  |  |  |  |  |  |
| Mérenptah            | 1213 à 1203/02 AEC     | Pi-Ramsès            | Vallée des Rois, pillée : tombeau KV8 puis KV35                        | Intacte, aujourd'hui au musée du Caire   |  |  |  |  |  |  |  |  |  |  |  |  |  |  |  |
| Séthi II             | 1203/02 à 1196 AEC     | Pi-Ramsès            | Vallée des Rois, pillée : tombeau KV15 puis KV35                       | Intacte, aujourd'hui au musée du Caire   |  |  |  |  |  |  |  |  |  |  |  |  |  |  |  |
| Amenmes (usurpateur) | 1202/01 à 1199/98 AEC  | Thèbes               | Vallée des Rois, usurpée à la dynastie suivante : tombeau KV10         | ?                                        |  |  |  |  |  |  |  |  |  |  |  |  |  |  |  |
| Siptah               | 1196 à 1190 AEC        | Pi-Ramsès            | Vallée des Rois, pillée : tombeau KV47 puis KV35                       | Intacte, aujourd'hui au musée du Caire   |  |  |  |  |  |  |  |  |  |  |  |  |  |  |  |
| Taousert             | 1190 à 1188 AEC        | Pi-Ramsès ? Thèbes ? | Vallée des Rois, usurpée par son successeur : tombeau KV14 puis KV35 ? | Intacte, aujourd'hui au musée du Caire ? |  |  |  |  |  |  |  |  |  |  |  |  |  |  |  |